# Pohorelá
Pohorelá es un municipio del distrito de Brezno en la región de Banská Bystrica, Eslovaquia, con una población estimada a final del año 2024 de 2054 habitantes.
Se encuentra ubicado al noreste de la región, cerca del curso alto del río Hron —un afluente izquierdo del Danubio— y de la frontera con las regiones de Žilina y Prešov.

## Demografía
| Año        | 1994 | 2004     | 2014     | 2024    |
| ---------- | ---- | -------- | -------- | ------- |
| Población  | 2862 | 2552     | 2272     | 2054    |
| Diferencia |      | −10,83 % | −10,97 % | −9,59 % |

| Año        | 2023 | 2024    |
| ---------- | ---- | ------- |
| Población  | 2093 | 2054    |
| Diferencia |      | −1,86 % |